# Ludovic Capelle
 (mars 2020).
Si vous disposez d'ouvrages ou d'articles de référence ou si vous connaissez des sites web de qualité traitant du thème abordé ici, merci de compléter l'article en donnant les références utiles à sa vérifiabilité et en les liant à la section « Notes et références ».
Ludovic Capelle, né le 27 février 1976 à Namur, est un coureur cycliste belge des années 1990-2000.

## Biographie

### Cyclisme
Ludovic Capelle a terminé sa carrière professionnelle en 2009 au sein de l'équipe Continental Team Differdange avant de retourner pour le plaisir chez les élites sans contrat au sein du club français de EC Raismes Petite-Forêt La Porte du Hainaut en 2010 puis de reprendre la Pédale Saint-Martin de Tournai en 2011 où il crée une section pour les coureurs amateurs.

## Palmarès et résultats

### Palmarès amateur
- 1992
  - 3e du championnat de Belgique de course aux points débutants
- 1993
  - 3e du championnat de Belgique de vitesse juniors
- 1994
  - 2e du championnat de Belgique de vitesse juniors
- 1995
  - 2e étape du Tour de Namur
- 1996
  - Tour des Flandres espoirs
- 1997
  - Tour des Flandres espoirs
  - Championnat des Flandres amateurs
  - 3e étape du Tour de Liège
  - Mémorial Danny Jonckheere
  - 3e de Paris-Tours espoirs

### Palmarès professionnel
| - 1998 - 2e étape du Tour de la Région wallonne - 1999 - 4e étape du Tour de la Somme - 3e étape du Tour de la Région wallonne - 2e du Tro Bro Leon - 3e du Grand Prix de Villers-Cotterêts - 2000 - 2e étape du Tour de la Somme - Tour de la Haute-Sambre - 2e du Grote Prijs Dr. Eugeen Roggeman - 3e du Tro Bro Leon - 3e du Tour de Vendée - 3e de Paris-Bruxelles - 2001 - Champion de Belgique sur route - 2002 - 1re étape Circuit de la Sarthe - 2e du Circuit des bords flamands de l'Escaut - 2e du championnat de Belgique sur route - 2e du Grand Prix d'Isbergues | - 2003 - Grand Prix de l'Escaut - 2004 - À travers les Flandres - 5e étape Tour du Poitou-Charentes et de la Vienne - Grand Prix d'Isbergues - 2e du Samyn - 3e de la Flèche hesbignonne - 3e du Championnat des Flandres - 2009 - Classement général du Saaremaa Velotuur |  |

### Résultats sur les grands tours

#### Tour de France
1 participation
- 2001 : abandon (10e étape)

### Classements mondiaux
| Année           | 2005 | 2006 | 2007   | 2008 |
| --------------- | ---- | ---- | ------ | ---- |
| UCI Europe Tour | 940e |      | 1 108e | 974e |